# Carl Nicolaus Kähler
Carl Nicolaus Kähler (* 28. Juni 1804 in Freienfelde; † 3. April 1871 in Altona) war ein schleswig-holsteinischer Pädagoge, evangelisch-lutherischer Pastor, Theologe und Heimatforscher.

## Leben
Carl Nicolaus Kähler wurde als Sohn des Gutspächters Johann Diedrich Kähler in Freienfelde in der Probstei geboren. Er besuchte die Lateinschule in Plön und begann 1825 das Studium der Philologie und Theologie an der Christian-Albrechts-Universität zu Kiel. Nachdem er das Examen 1827 in Glückstadt mit Auszeichnung bestanden hatte, wurde er 1830 Rector an der Bürgerschule in Heiligenhafen und zugleich Diakonus an der dortigen Stadtkirche. Ab 1839 war Kähler Pastor an der St.-Georg-und-Mauritius-Kirche in Flemhude, wechselte 1849 von dort nach Brügge, bevor er schließlich 1855 erster Compastor an der Hauptkirche St. Trinitatis in Altona wurde, wo er am 3. April 1871 starb.
Sowohl in Heiligenhafen als auch in Flemhude hat Kähler, wie zu seiner Zeit für Pastoren nicht unüblich, als Heimatforscher gewirkt und war Mitglied der Königlich Schleswig-Holstein-Lauenburgische Gesellschaft für die Sammlung und Erhaltung vaterländischer Alterthümer. Bedeutsam ist er jedoch in erster Linie als Autor und Herausgeber zahlreicher Schriften und Aufsätze. Kähler setzte sich besonders für eine Reform des Schulwesens in Schleswig-Holstein ein und gründete 1839 zu diesem Zweck die vierteljährlich erscheinende Zeitschrift Schleswig-Holsteinisches Schulblatt, für die er als Herausgeber der ersten beiden Jahrgänge verantwortlich war. Er war des Weiteren, zusammen mit Carl Peter Matthias Lüdemann, Gründer und Herausgeber der 1848 in nur einem Jahrgang erschienenen Kirchlichen Vierteljahrs-Schrift sowie einer der Herausgeber der 1852 gegründeten Kirchlichen Monatsschrift.
Kähler publizierte außerdem zwischen 1832 und 1861 mehrere Sammlungen von Predigten sowie praktische Schriften zur Katechetik bzw. Religionspädagogik, mit denen er über Schleswig-Holstein hinaus und auch international bekannt wurde. Posthum erschien eine Neuauflage seiner Christliche Lehre nach Luthers kleinem Katechismus, überarbeitet von seinem Sohn Gregor Clemens Kähler. Dabei gilt Kählers Werk im Zusammenhang der theologischen Auseinandersetzungen seiner Zeit mit  Luthers Kleinem Katechismus als das „bedeutsamste“ jener Richtung, die zur praktischen Interpretation des Werkes den „historischem Rückgriff“ auf weitere Schriften Luthers unternahm. Insgesamt pflegte Kähler einen eigenwilligen, geistreich pointierten Stil, insbesondere seine Beiträge im Schleswig-Holsteinischen Schulblatt galten als „originell“ „in Jean-Paul’schem Geist.“

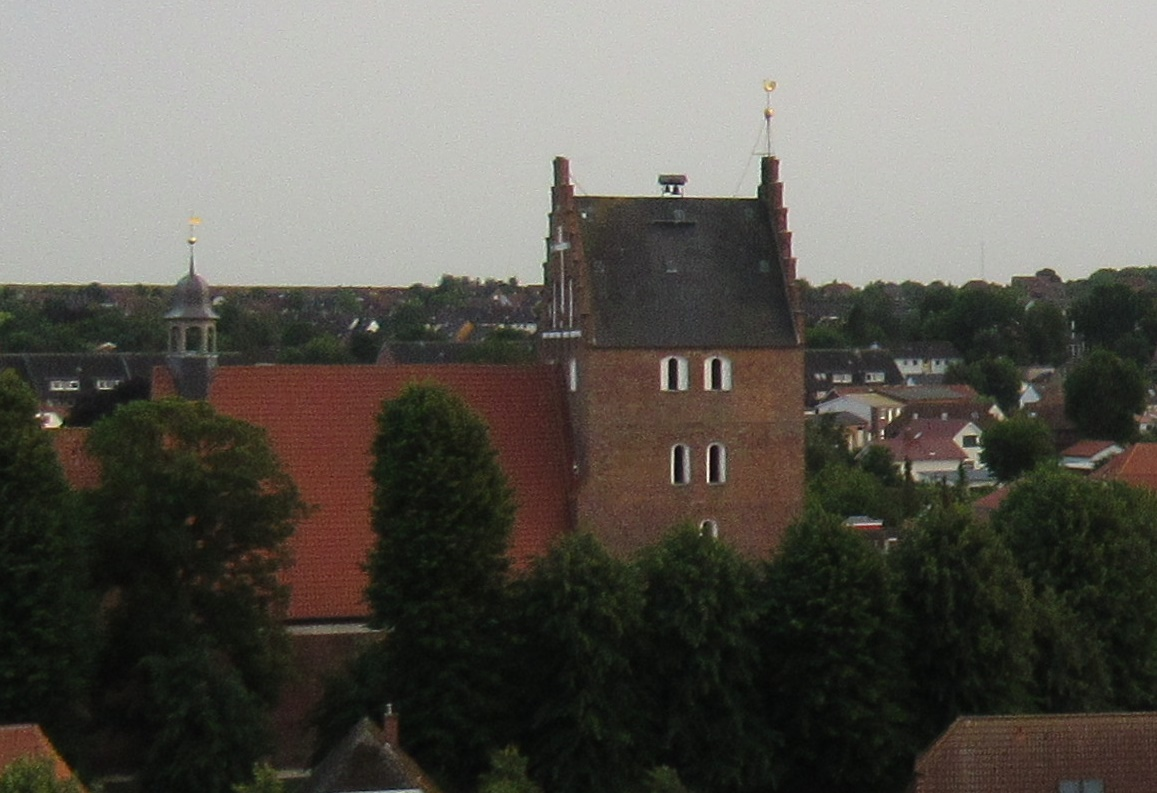
Stadtkirche Heiligenhafen Wirkungsstätte 1830–39
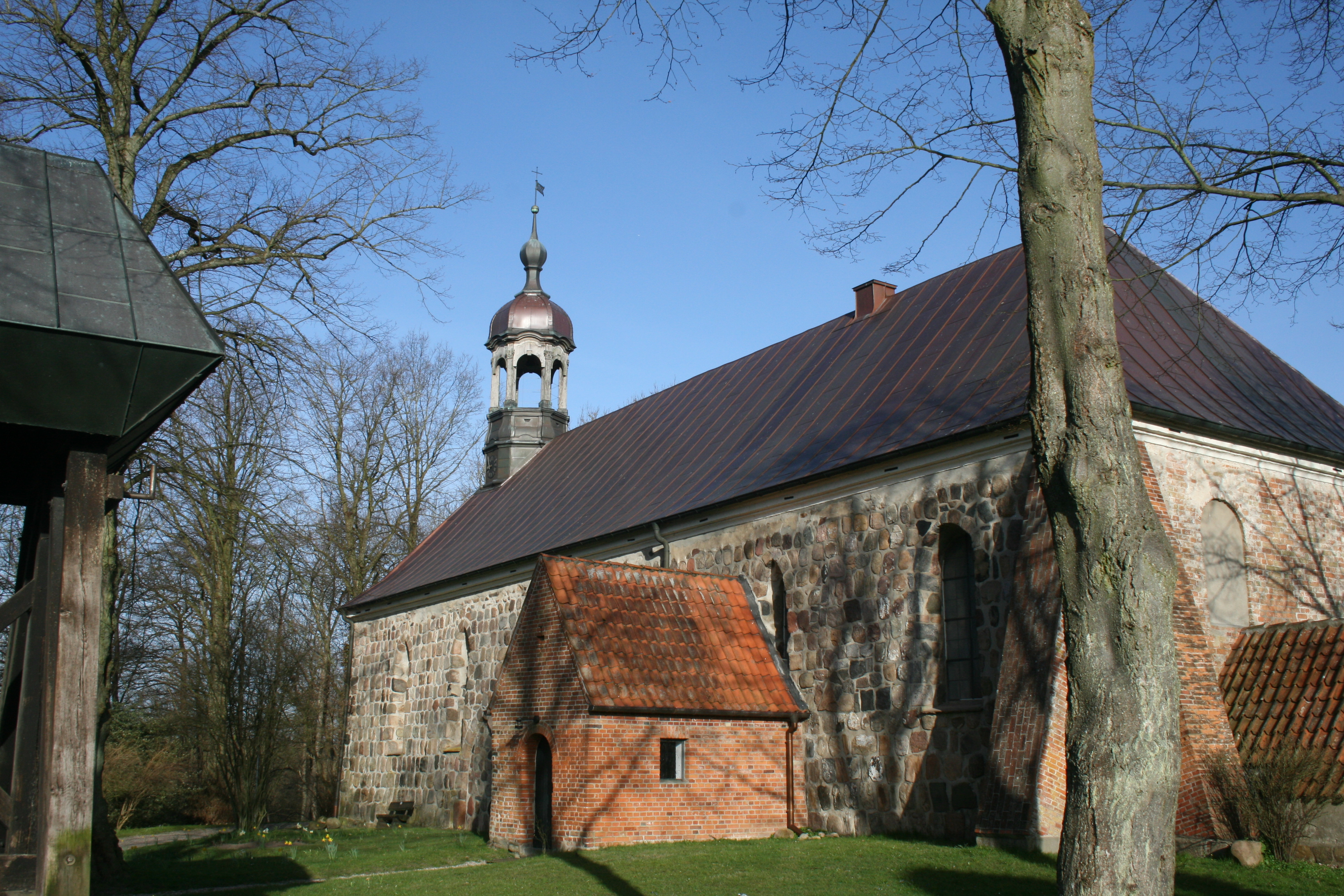
St.-Georg-und-Mauritius-Kirche, Flemhude, Wirkungsstätte 1839–49
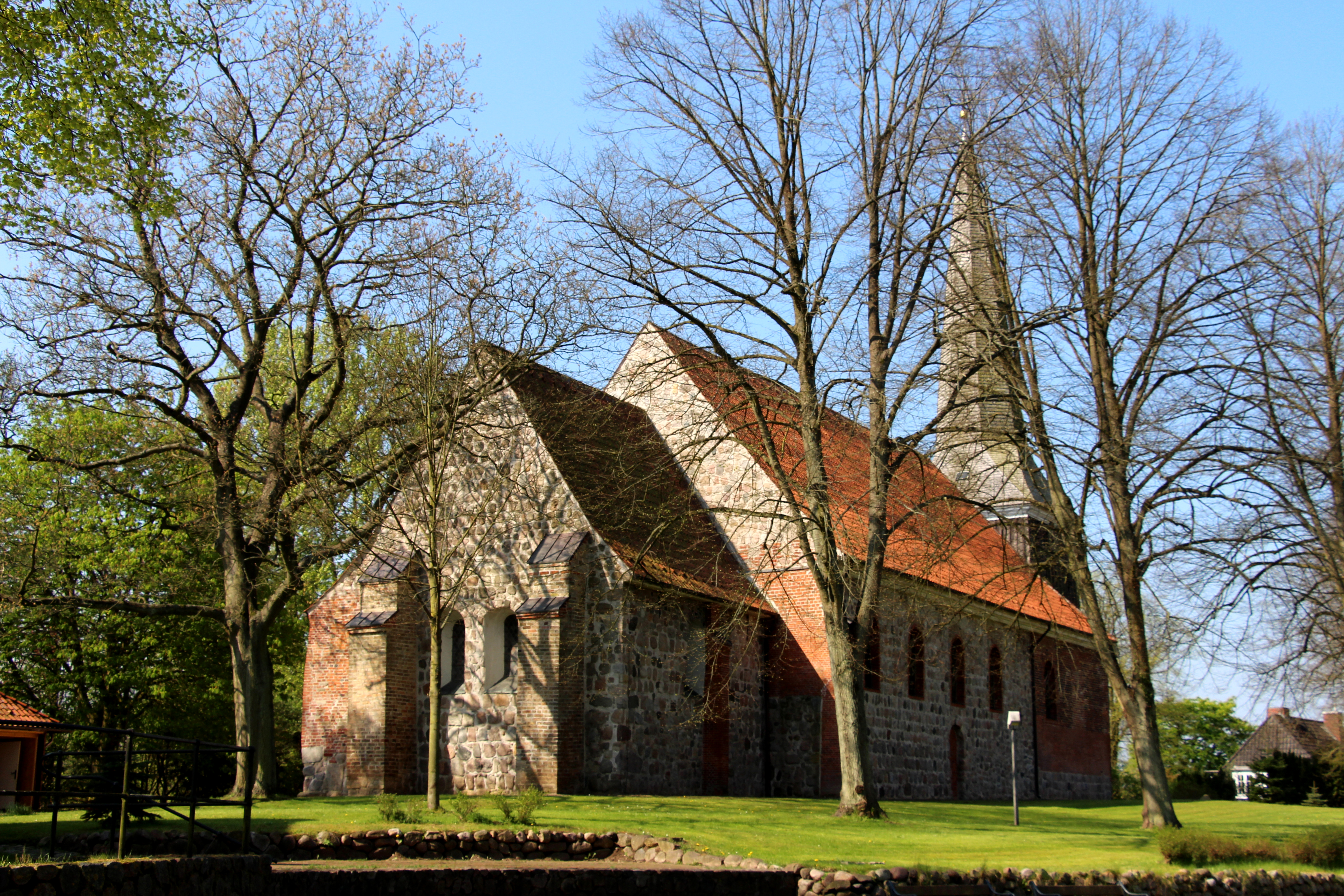
St. Johannis, Brügge, Wirkungsstätte 1849–55
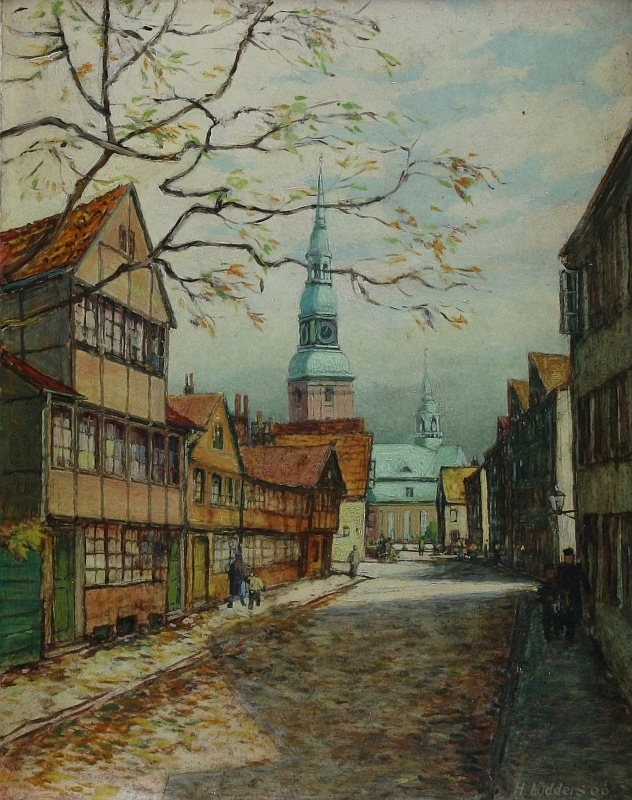
St. Trinitatis, Altona (1866), Wirkungsstätte 1855–71

## Schriften
- Die Sitte am Neujahrsfeste. Eine Predigt, 1. Januar 1832 zu Großenbrode in der Probstei Oldenburg gehalten. Fränck, Oldenburg in Holstein 1832 (online).
- Predigt bei der Wahl zum Archidiaconat an der St. Nikolaikirche in Kiel, am dritten Advent, 13ten December 1835, über 1. Cor. 4, V. 1–5. Universitäts-Buchhandlung, Kiel 1835.
- Keine Kirchen-Agende! Ein Ausruf. Schwers, Kiel 1843 DNB 573266786 (online).
- Moses in Christo. 21 Predigten über Matthäi 5, 1–16. Bünsow, Kiel 1844 OCLC 602292494 OCLC 474251732.
- Katechismus in biblischen Fragen und Antworten und mit Beispielen und andern Zusätzen aus der heil. Schrift. Bünsow, Kiel 1846 OCLC 257574298.
- Dritter Lutherischer Katechismus oder vollständige Glaubens- u Sittenlehre auf Grundlage des kleinen Katechismus für Kirche, Schule u. Haus, aus Luthers Schriften gesammelt. Schwers’sche Buchhandlung, Kiel 1849 OCLC 43429085; zweite wohlfeile Ausgabe: Homann, Kiel 1861 OCLC 681427029 (online).
- Auslegung der Epistel Pauli an die Colosser in 36 Betrachtungen. Herausgegeben vom christlichen Vereine im nördlichen Deutschland. Klöppel, Eisleben u. G. E. Schulze, Leipzig 1853 OCLC 690777000 OCLC 246353355 (online).
- Christ[ian] Sam[uel] Ulber’s erbauliche Denkzettel, oder Entwürfe zu Predigten über die Sonntags-Evangelien. Acht Jahrgänge in einem ausführlichen Auszuge. Hrsg. v. C[arl] N[icolaus] Kähler. Naeck, Kiel 1847 OCLC 162471426 (online).
- Die katechetische Baukunst oder Beiträge zur Reform des Katechismus- und Katechumenen-Unterrichts. Schwers, Kiel 1850 OCLC 247512081 OCLC 474251811.
- Auslegung der Epistel Pauli an die Epheser in 34 Predigten. Schwers, Kiel 1854 OCLC 248047080 OCLC 603393337  (online).
- Auslegung der Epistel Pauli an die Philipper in 25 Predigten. Schwers, Kiel 1855 OCLC 45973779 OCLC 602292469 (online).
- Die Fernen die Nahen. Predigt bei der gottesdienstlichen Feier des Holsteinischen Hauptvereins der evangelischen Gustav-Adolf-Stiftung am 22. August 1855 in Rendsburg, gehalten von C. N. Kähler. Schwers, Kiel 1855 OCLC 474251887.
- Die christliche Lehre nach Luthers kleinem Catechismus zum Gebrauch beim Schul- u. Confirmations-Unterricht. Lehmkuhl, Altona 1861 OCLC 247810987 OCLC 549566806; 5. vermehrte und verbesserte Auflage von Gregor Clemens Kähler: Dürr, Leipzig 1892 OCLC 961831702.